# Arabian Nights (computerspel)
Arabian Nights is een computerspel dat werd ontwikkeld en uit gegeven door Krisalis Software. Het spel kwam in 1993 uit voor de Commodore Amiga en de Commodore Amiga CD32. Het spel is een platformspel. De speler speelt play Sinbad Jr., en tuinman van het koninklijk paleis die graag de prinses begluurd. Het spel heeft negen levels. Elk level heeft zijn eigen spelelementen, zoals het vliegen op een vliegend tapijt en het rijden in een mijnenauto. Tijdens het spel ontmoet de speler andere personen, waarmee items geruild kunnen worden.

## Ontvangst
| Beoordeeld door                | Platform   | Datum         | Score |
| ------------------------------ | ---------- | ------------- | ----- |
| ASM (Aktueller Software Markt) | Amiga CD32 | februari 1994 | 92%   |
| ASM (Aktueller Software Markt) | Amiga      | juni 1993     | 92%   |
| CU Amiga                       | Amiga      | mei 1993      | 89%   |
| Amiga Format                   | Amiga CD32 | januari 1994  | 88%   |
| Amiga Power                    | Amiga CD32 | februari 1994 | 88%   |
| Amiga Joker                    | Amiga      | april 1993    | 86%   |
| Amiga Computing                | Amiga CD32 | maart 1994    | 85%   |
| Amiga User International       | Amiga CD32 | maart 1994    | 82%   |
| Power Unlimited                | Amiga CD32 | maart 1994    | 72%   |
| High Score                     | Amiga CD32 | februari 1994 | 40%   |